# Saint-Jean-d'Aulps
Saint-Jean-d'Aulps este o comună în departamentul Haute-Savoie din sud-estul Franței. În 2009 avea o populație de 1.177 de locuitori.

## Evoluția populației
| An        | 1975 | 1982 | 1990 | 1999  | 2006  | 2009  |
| --------- | ---- | ---- | ---- | ----- | ----- | ----- |
| Populație | 818  | 877  | 914  | 1.022 | 1.151 | 1.177 |